# Robbie Weir
Robert James Weir (Belfast, Irlanda del Norte, 9 de diciembre de 1988), futbolista norirlandés. Juega de volante y su actual equipo es el Crusaders de la Premiership de Irlanda del Norte.

## Selección nacional
Ha sido internacional con la Selección de fútbol de Irlanda del Norte Sub-21.

## Clubes
| Club            | País              | Año       |
| --------------- | ----------------- | --------- |
| Larne FC        | Irlanda del Norte | 2004-2005 |
| Sunderland AFC  | Inglaterra        | 2005-2010 |
| York City       | Inglaterra        | 2010-2011 |
| Tranmere Rovers | Inglaterra        | 2011-2012 |
| Burton Albion   | Inglaterra        | 2012-2016 |
| Leyton Orient   | Inglaterra        | 2016-2017 |
| Chesterfield FC | Inglaterra        | 2017-2020 |
| Waterford FC    | Irlanda           | 2020      |
| Crusaders       | Irlanda del Norte | 2021-     |